# Крутець (Зубово-Полянський район)
Круте́ць (рос. Крутец, ерз. Крутец) — селище у складі Зубово-Полянського району Мордовії, Росія. Входить до складу Зубово-Полянського міського поселення.
Населення — 9 осіб (2010; 16 у 2002).
Національний склад (станом на 2002 рік):
- мокшани — 87 %